# Robert D'Hondt
Robert D'Hondt (Malèves-Sainte-Marie-Wastines, 14 mei 1934 - Sint-Pieters-Woluwe, 10 december 1991) was een Belgisch syndicalist.

## Levensloop
D'Hondt werd in 1972 aangesteld als algemeen secretaris van het ACV in opvolging van Louis Dereau. Zelf werd hij in deze hoedanigheid opgevolgd door Josly Piette. Daarnaast werd hij in 1979 de eerste voorzitter van het Waals ACV, een functie die hij uitoefende tot 1989. Hij werd in deze hoedanigheid opgevolgd door François Cammarata. 
- Bibliothèque nationale de France: cb16267115k (data)
- Virtual International Authority File: 316447891
- WorldCat: E39PBJrWCPGXrTGKjWPcVXdxXd